# Юрт (адміністративно-територіальна одиниця)
Юрт — колишня адміністративно-територіальна одиниця у землі Донських козаків; військова й кочова одиниця — у народів євразійського степу. Використовується у історичних джерелах стосовно половців й ординських племен для опису їх кочових, племінних, військових одиниць.

## Донське козацтво
Юрт — козацька станиця з усіма землями, населенням і хуторами. Поділ на юрти запозичено донськими козаками від Орди, що попередньо, до 16 сторіччя, володіла Донщиною.
Наприклад: «Отъ Царя и Великаго Князя Михаила Ѳедоровича всѣя Русіи на Донъ, въ нижніе и верхніе юрты, атаманамъ и казакамъ и всему Донскому войску»

### У Області Війська Донського
Юрт був нижчою адміністративно-територіальна одиницею в Області Війська Донського. Начальства й згодом округи поділялися на козацькі юрти й цивільні волості.
Поділ на юрти відносився виключно до козацького населення. Для сільського, цивільного населення (переважно українського) у Області Війська Донського існували волості.
Юрт був територіальним наділом донської станиці (городка). На території юрту від станиці існували висілки — хутори — підпорядковані станиці, другорядні поселення.

## У східнослов'янських мовах
У руських літописах, російській мові та у донських козаків юрт є запозиченням.
Тюркськими мовами (турецька, чагатайська, телеутська, кипчацька) jurt значить «місцевість мешкання, стоянка, житло»; алтайською мовою jurt — «країна, держава, нарід»; татарською мовою jørt — «подвір'я з будівлями»..
Давньоруське юртъ — «рід, рідня, володіння».
У донській говірці юрт значить «область, країна», а також «поселення, місце перебування». У тамбовській говірці російської мови юрт значить «дім, подвір'я, житло», а також «добра жінка — юрт, дім, господарство». У володимирській говірці юрт вживався до когось, хто втратив рівновагу: «Сбить кого с ю́рту» (збити з пантелику, з глузду).
Юрт також вживався у Російській імперії щодо Бухарського, Хівинського й Сибірського ханств, відповідно — Бухарський, Хівинський й Сибірський юрт.

## У тюркських народів
У татар й тюркських народів юрт має значення; володіння, область, земля, улус, держава. Наприклад літописне; «Астрахань — Теміра Кутлуєв царев юрт, Казань — Бараков царев юрт, Крим — Тохтамишев царев юрт».

## У башкир
Юрт, юрта у башкирів значить «одноплемінних кочовиків на своїй землі», буквально — «дім, стоянка кочовика». Те що називається юрт у башкирів, у калмиків називають «улус», а у киргизів — «уру́» (рід).
При поділу Башкирії на кантони з підрозділом на юрти, родові межі юрт та племен були порушені. Головою юрта був юртовий старшина, що відповідало волосному голові у Російській імперії, який керував волостю.